# Чавдар Ивайлов
Чавдар Ивайлов (роден на 9 юли 1996 г.) е български футболист, полузащитник, който играе за Ботев (Враца).

## Кариера
Ивайлов израства в Академия Литекс, където прекарва общо 10 години. През сезон 2015/16 записва 17 мача с 5 гола за Литекс (Ловеч) II в Б група. През 2016 г. преминава в Етър (Велико Търново).